# بونيكس يوساك ساوهو
بونيكس يوساك ساوهو (مواليد 11 نوفمبر 1982) هو ملاكم إندونيسي، مثّل بلاده في الألعاب الأولمبية الصيفية 2004.

## روابط خارجية
بونيكس يوساك ساوهو على موقع أوليمبيديا (الإنجليزية)